# Grimmia neilgiriensis
Grimmia neilgiriensis là một loài Rêu trong họ Grimmiaceae. Loài này được D. Subram. mô tả khoa học đầu tiên năm 2008.